# Slomanhaus

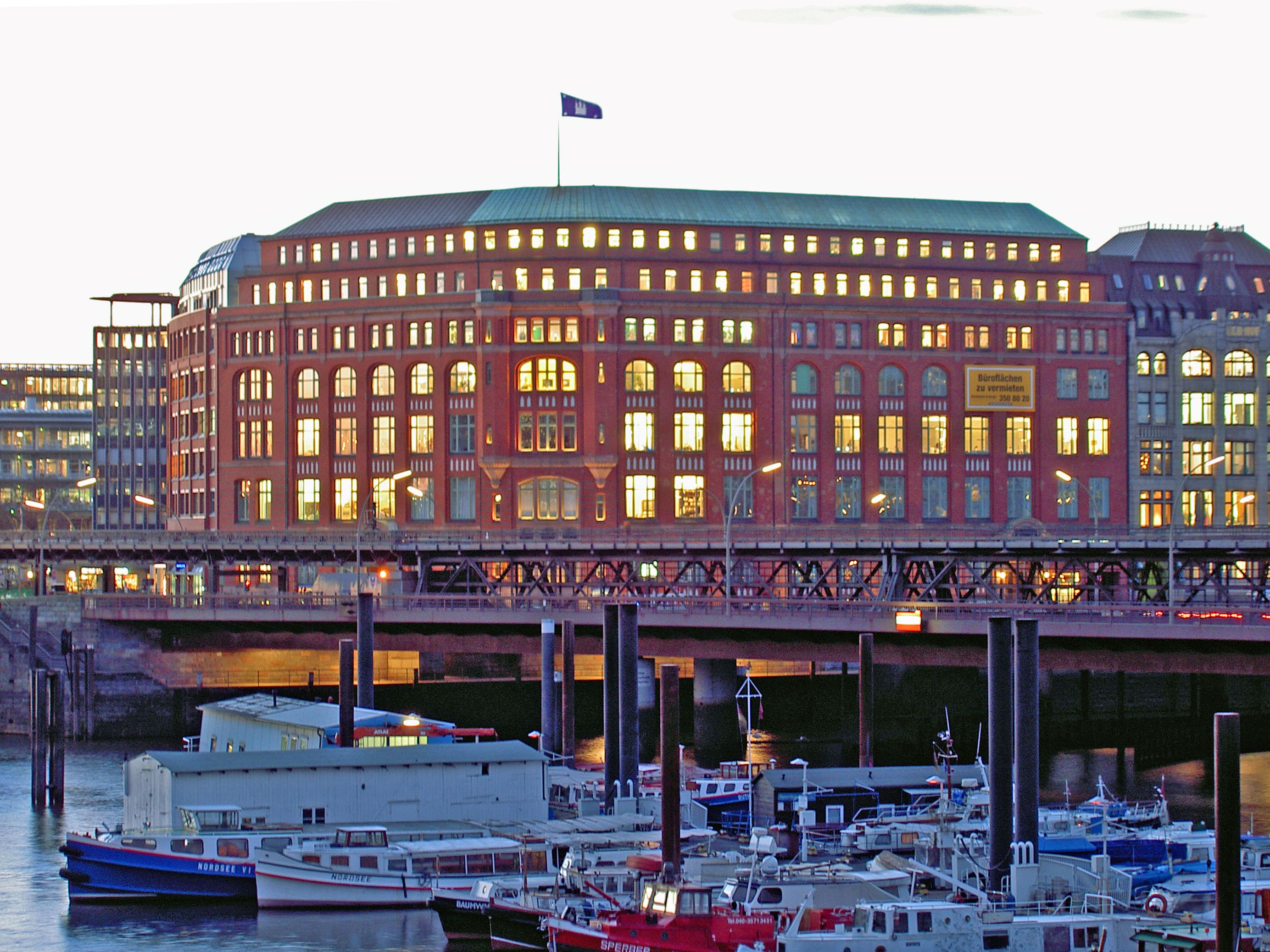
Slomanhaus, Baumwall 3

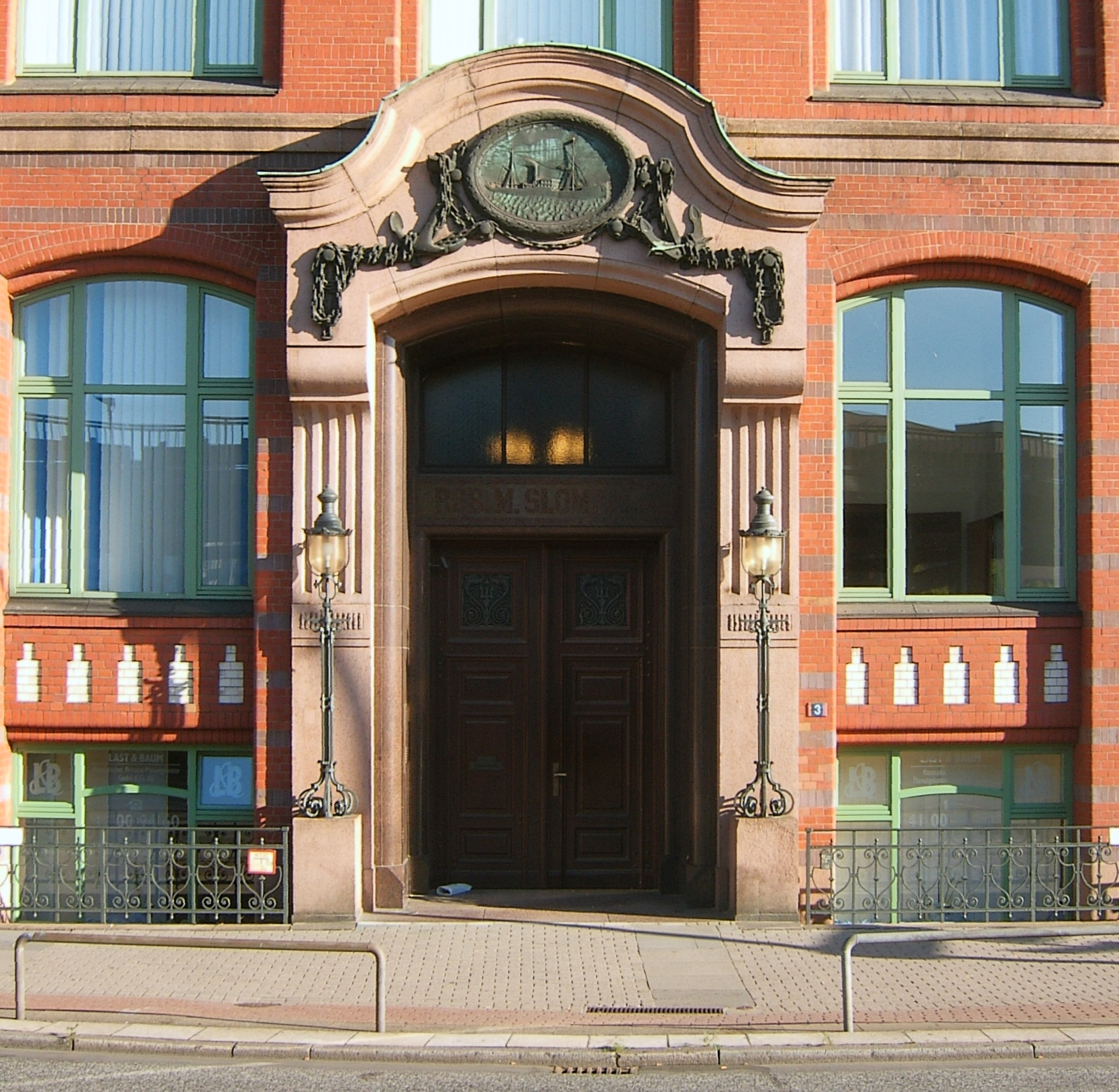
Eingang Baumwall

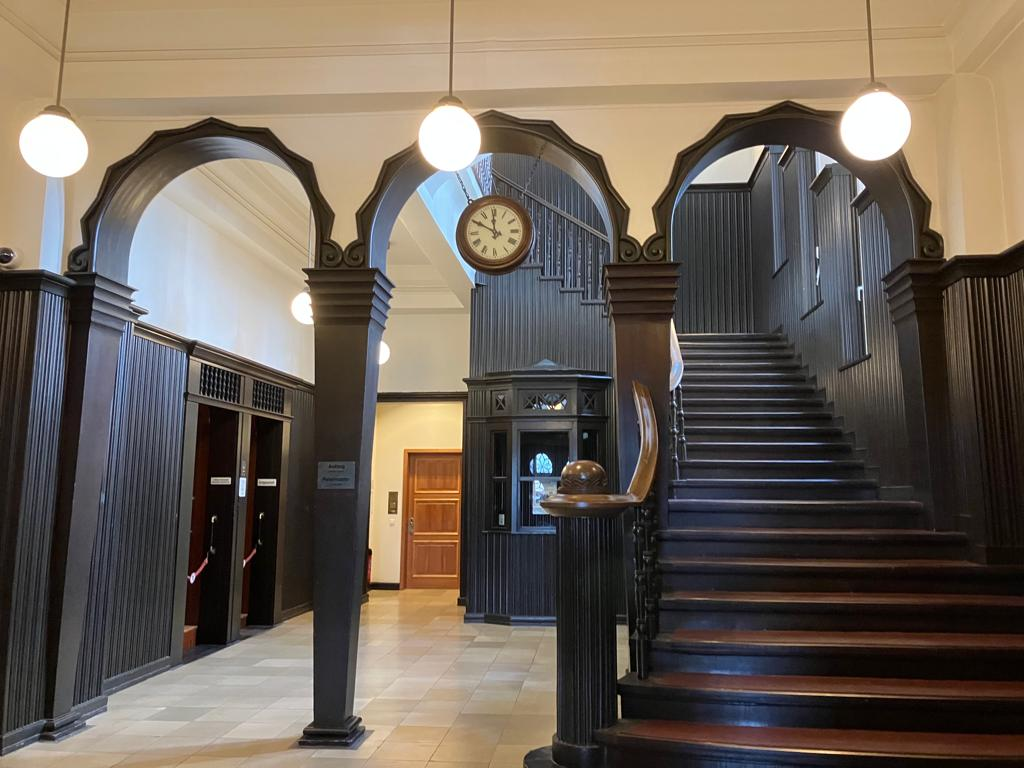
Treppenhaus des Sloman-Kontorhauses

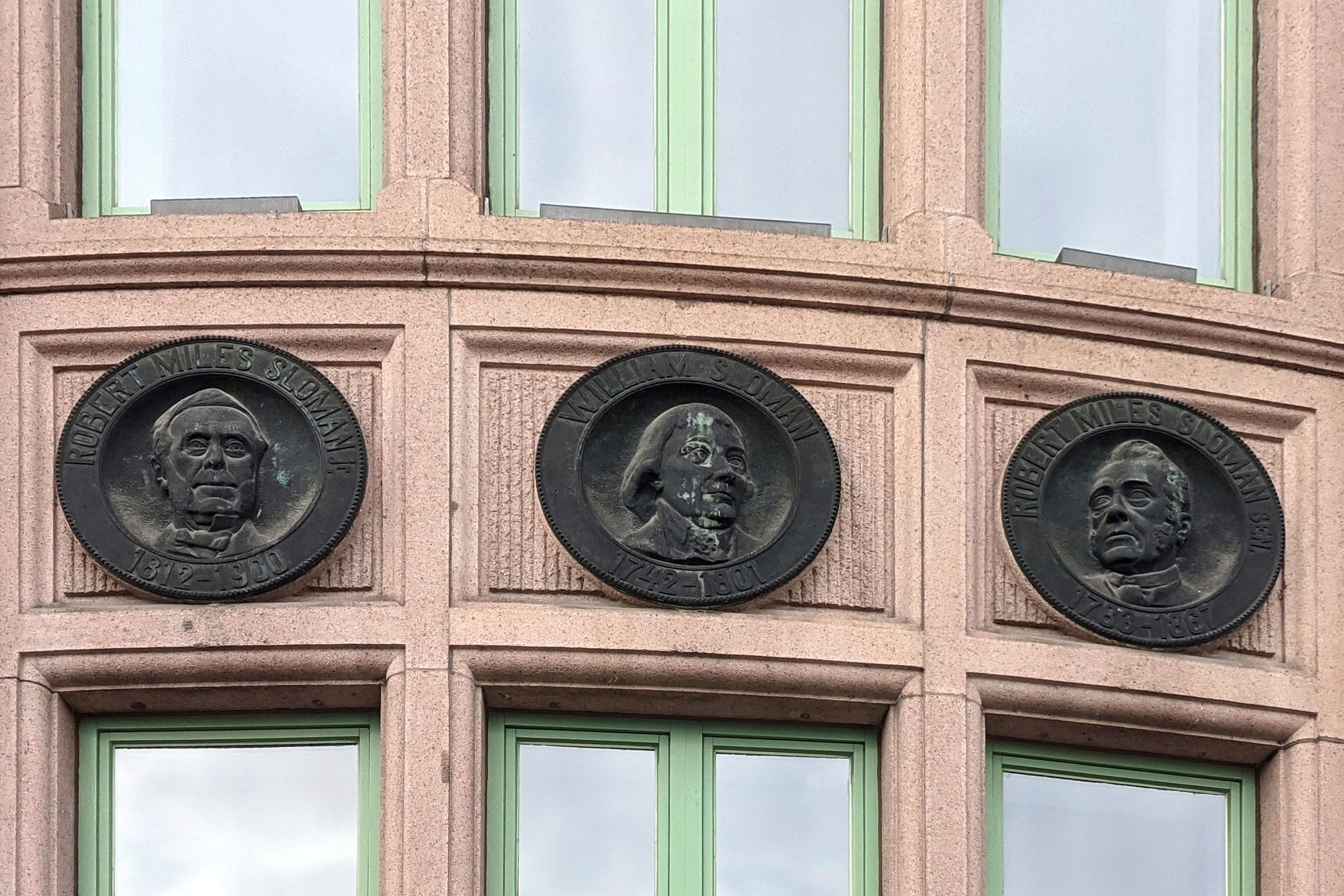
Portraitmediallons des Firmengründers und seiner Nachfolger an der Ecke Baumwall/Steinhöft

Das Slomanhaus ist ein Kontorhaus am Baumwall in Hamburg. Es wurde von 1908 bis 1910 nach Plänen der Architekten Martin Haller und Hermann Geißler für die Reederei Rob. M. Sloman errichtet und 1921/1922 nach Plänen von Fritz Höger erweitert. Dabei ergänzte Höger den Ursprungsbau um einen Flügel am Steinhöft, zwei Staffelgeschosse und einen weiteren Flügel zum Herrengrabenfleet. Während er die Vorderseite zum Steinhöft gestalterisch an den Ursprungsbau anpassen musste, experimentierte er im Inneren und am Fleetflügel bereits mit expressionistischen Formen, die er anschließend auch am Chilehaus verwendete und die wegweisend für den Kontorhausbau der 1920er Jahre wurden. Der Dreiflügelbau war seinerzeit der größte Kontorhauskomplex am Hafenrand und ist auch heute noch eine bedeutende Landmarke.
Bis 2003 wurde das Slomanhaus saniert und wird heute als Bürokomplex mit 11.000 Quadratmetern Bürofläche genutzt. Der Paternoster von 1921 im Treppenhaus Steinhöft ist einer der ältesten erhaltenen Aufzüge dieser Art in Hamburg, die noch in Betrieb sind. 
Das Slomanhaus gehört zu einer Reihe von Kontorhäusern in der Gegend und hat Eingänge am Baumwall und am Steinhöft. Es liegt unmittelbar am U-Bahnhof Baumwall sowie gegenüber der Kehrwiederspitze in der Speicherstadt.
2000 wurde das Slomanhaus unter Denkmalschutz gestellt. Ein Nachbargebäude am Steinhöft ist der Elbhof.
Im Slomanhaus hatte bis September 2008 der marebuchverlag, ein Tochterunternehmen des dreiviertel verlags, der die Zeitschrift mare herausgibt, seinen Sitz.
In der ZDF-Fernsehserie Notruf Hafenkante stellt das Gebäude bei Außenaufnahmen das „Elbkrankenhaus EKH“ dar.